# Trichomyia ancyropenis
Trichomyia ancyropenis är en tvåvingeart som beskrevs av Duckhouse 1978. Trichomyia ancyropenis ingår i släktet Trichomyia och familjen fjärilsmyggor. Inga underarter finns listade i Catalogue of Life.